# Frank Carter (muzikant)
Christopher Frank Carter  (27 april 1984) is een Engelse zanger, muzikant en tatoeëerder, die deel uitmaakte van de muziekgroepen Gallows, Pure Love , Frank Carter & The Rattlesnakes. en vervangt sinds 2024 de zanger van Sex Pistols.
Volgens Nick Hasted van The Independent staat Carter bekend om zijn "woeste live-uitstraling" en "confronterende imago".